# MotoGP-nagydíjak listája
A következő lista a MotoGP eddigi összes nagydíját tartalmazza, a versenysorozat indulása, 1949 óta.

## Az eddigi nagydíjak
A félkövérrel jelzett nagydíjak ma is a versenynaptár részét képezik.
| Verseny                    | Év(ek)                                                      | Versenyek |
| -------------------------- | ----------------------------------------------------------- | --------- |
| Amerika nagydíj            | 2013-2019                                                   | 7         |
| amerikai nagydíj           | 1964–1965, 1988–1991, 1993–1994, 2005–2013                  | 17        |
| aragóniai nagydíj          | 2010-2020                                                   | 11        |
| argentin nagydíj           | 1961–1963, 1981–1982, 1987, 1994–1995, 1998–1999, 2014-2019 | 17        |
| ausztrál nagydíj           | 1989–2019                                                   | 31        |
| baden-württembergi nagydíj | 1986                                                        | 1         |
| belga nagydíj              | 1949–1986, 1988–1990                                        | 41        |
| brazil nagydíj             | 1987–1989, 1992, 1995–1997, 1999–2004                       | 13        |
| brit nagydíj               | 1977–2019                                                   | 43        |
| cseh nagydíj               | 1965–1982, 1987–1991, 1993–2020                             | 50        |
| csendes-óceáni nagydíj     | 2000–2003                                                   | 4         |
| dél-afrikai nagydíj        | 1983–1985, 1992, 1999–2004                                  | 10        |
| európai nagydíj            | 1991–1995, 2020                                             | 6         |
| Expo 92 nagydíj            | 1988                                                        | 1         |
| FIM-nagydíj                | 1993                                                        | 1         |
| finn nagydíj               | 1962–1982                                                   | 21        |
| francia nagydíj            | 1951, 1953–1955, 1959–1967, 1969–1970, 1972–1992, 1994–2020 | 63        |
| holland nagydíj            | 1949–2019                                                   | 71        |
| imolai nagydíj             | 1996–1999                                                   | 4         |
| indianapolisi nagydíj      | 2008–2015                                                   | 8         |
| indonéz nagydíj            | 1996–1997                                                   | 2         |
| Isle of Man Tourist Trophy | 1949–1976                                                   | 28        |
| japán nagydíj              | 1964–1967, 1987–2019                                        | 37        |
| jugoszláv nagydíj          | 1969–1970, 1972–1990                                        | 21        |
| kanadai nagydíj            | 1967                                                        | 1         |
| katalán nagydíj            | 1996–2020                                                   | 25        |
| katari nagydíj             | 2004–2020                                                   | 17        |
| keletnémet nagydíj         | 1961–1972                                                   | 12        |
| kínai nagydíj              | 2005–2008                                                   | 4         |
| Le Mans-i nagydíj          | 1991                                                        | 1         |
| madridi nagydíj            | 1998                                                        | 1         |
| magyar nagydíj             | 1990, 1992                                                  | 2         |
| maláj nagydíj              | 1991–2019                                                   | 29        |
| német nagydíj              | 1952–2019                                                   | 68        |
| olasz nagydíj              | 1949–2019                                                   | 71        |
| osztrák nagydíj            | 1971–1979, 1981–1991, 1993–1994, 1996–1997, 2016–2020       | 29        |
| portugál nagydíj           | 1987, 2000–2012, 2020                                       | 15        |
| San Marinó-i nagydíj       | 1981–1987, 1991, 1993, 2007–2020                            | 23        |
| spanyol nagydíj            | 1951–1955, 1961–2020                                        | 65        |
| svájci nagydíj             | 1949–1954                                                   | 6         |
| svéd nagydíj               | 1958–1959, 1961, 1971–1979, 1981–1990                       | 22        |
| török nagydíj              | 2005–2007                                                   | 3         |
| ulsteri nagydíj            | 1949–1971                                                   | 23        |
| valenciai nagydíj          | 1999–2020                                                   | 22        |
| venezuelai nagydíj         | 1977–1979                                                   | 3         |
| andalúz nagydíj            | 2020                                                        | 1         |
| stájer nagydíj             | 2020                                                        | 1         |
| emilia-romagna nagydíj     | 2020                                                        | 1         |
| teruel nagydíj             | 2020                                                        | 1         |

## Versenyek szezononként

### 1949–1959
| # | 1949        | 1950        | 1951        | 1952        | 1953        | 1954        | 1955        | 1956        | 1957        | 1958        | 1959        |
| - | ----------- | ----------- | ----------- | ----------- | ----------- | ----------- | ----------- | ----------- | ----------- | ----------- | ----------- |
| 1 | Isle of Man | Isle of Man | Spanyol     | Svájci      | Isle of Man | Francia     | Spanyol     | Isle of Man | Német       | Isle of Man | Francia     |
| 2 | Svájci      | Belga       | Svájci      | Isle of Man | Holland     | Isle of Man | Francia     | Holland     | Isle of Man | Holland     | Isle of Man |
| 3 | Holland     | Holland     | Isle of Man | Holland     | Belga       | Északír     | Isle of Man | Belga       | Holland     | Belga       | Német       |
| 4 | Belga       | Svájci      | Belga       | Belga       | Német       | Belga       | Német       | Német       | Belga       | Német       | Holland     |
| 5 | Északír     | Északír     | Holland     | Német       | Francia     | Holland     | Belga       | Északír     | Északír     | Svéd        | Belga       |
| 6 | Olasz       | Olasz       | Francia     | Északír     | Északír     | Német       | Holland     | Olasz       | Olasz       | Északír     | Svéd        |
| 7 |             |             | Északír     | Olasz       | Svájci      | Svájci      | Északír     |             |             | Olasz       | Északír     |
| 8 |             |             | Olasz       | Spanyol     | Olasz       | Olasz       | Olasz       |             |             |             | Olasz       |
| 9 |             |             |             |             | Spanyol     | Spanyol     |             |             |             |             |             |

### 1960–1969
| #  | 1960        | 1961        | 1962        | 1963        | 1964        | 1965        | 1966        | 1967        | 1968        | 1969        |
| -- | ----------- | ----------- | ----------- | ----------- | ----------- | ----------- | ----------- | ----------- | ----------- | ----------- |
| 1  | Francia     | Spanyol     | Spanyol     | Spanyol     | Amerikai    | Amerikai    | Spanyol     | Spanyol     | NSZK        | Spanyol     |
| 2  | Isle of Man | NSZK        | Francia     | NSZK        | Spanyol     | NSZK        | NSZK        | NSZK        | Spanyol     | NSZK        |
| 3  | Holland     | Francia     | Isle of Man | Francia     | Francia     | Spanyol     | Francia     | Francia     | Isle of Man | Francia     |
| 4  | Belga       | Isle of Man | Holland     | Isle of Man | Isle of Man | Francia     | Holland     | Isle of Man | Holland     | Isle of Man |
| 5  | Német       | Holland     | Belga       | Holland     | Holland     | Isle of Man | Belga       | Holland     | Belga       | Holland     |
| 6  | Északír     | Belga       | NSZK        | Belga       | Belga       | Holland     | NDK         | Belga       | NDK         | Belga       |
| 7  | Olasz       | NDK         | Északír     | Északír     | NSZK        | Belga       | Csehszlovák | NDK         | Csehszlovák | NDK         |
| 8  |             | Északír     | NDK         | NDK         | NDK         | NDK         | Finn        | Csehszlovák | Finn        | Csehszlovák |
| 9  |             | Olasz       | Olasz       | Finn        | Északír     | Csehszlovák | Északír     | Finn        | Északír     | Finn        |
| 10 |             | Svéd        | Finn        | Olasz       | Finn        | Északír     | Isle of Man | Északír     | Olasz       | Északír     |
| 11 |             | Argentin    | Argentin    | Argentin    | Olasz       | Finn        | Olasz       | Olasz       |             | Olasz       |
| 12 |             |             |             | Japán       | Japán       | Olasz       | Japán       | Kanadai     |             | Jugoszláv   |
| 13 |             |             |             |             |             | Japán       |             | Japán       |             |             |

### 1970–1979
| #  | 1970        | 1971        | 1972        | 1973        | 1974        | 1975        | 1976        | 1977        | 1978        | 1979        |
| -- | ----------- | ----------- | ----------- | ----------- | ----------- | ----------- | ----------- | ----------- | ----------- | ----------- |
| 1  | NSZK        | Osztrák     | NSZK        | Francia     | Francia     | Francia     | Francia     | Venezuelai  | Venezuelai  | Venezuelai  |
| 2  | Francia     | NSZK        | Francia     | Osztrák     | NSZK        | Spanyol     | Osztrák     | Osztrák     | Spanyol     | Osztrák     |
| 3  | Jugoszláv   | Isle of Man | Osztrák     | NSZK        | Osztrák     | Osztrák     | Olasz       | NSZK        | Osztrák     | NSZK        |
| 4  | Isle of Man | Holland     | Olasz       | Olasz       | Olasz       | NSZK        | Jugoszláv   | Olasz       | Francia     | Olasz       |
| 5  | Holland     | Belga       | Isle of Man | Isle of Man | Isle of Man | Olasz       | Isle of Man | Spanyol     | Olasz       | Spanyol     |
| 6  | Belga       | NDK         | Jugoszláv   | Jugoszláv   | Holland     | Isle of Man | Holland     | Francia     | Holland     | Jugoszláv   |
| 7  | NDK         | Csehszlovák | Holland     | Holland     | Belga       | Holland     | Belga       | Jugoszláv   | Belga       | Holland     |
| 8  | Csehszlovák | Svéd        | Belga       | Belga       | Svéd        | Belga       | Svéd        | Holland     | Svéd        | Belga       |
| 9  | Finn        | Finn        | NDK         | Csehszlovák | Finn        | Svéd        | Finn        | Belga       | Finn        | Svéd        |
| 10 | Északír     | Északír     | Csehszlovák | Svéd        | Csehszlovák | Finn        | Csehszlovák | Svéd        | Brit        | Finn        |
| 11 | Olasz       | Olasz       | Svéd        | Finn        | Jugoszláv   | Csehszlovák | NSZK        | Finn        | NSZK        | Brit        |
| 12 | Spanyol     | Spanyol     | Finn        | Spanyol     | Spanyol     | Jugoszláv   | Spanyol     | Csehszlovák | Csehszlovák | Csehszlovák |
| 13 |             |             | Spanyol     |             |             |             |             | Brit        | Jugoszláv   | Francia     |

### 1980–1989
| #  | 1980        | 1981         | 1982         | 1983         | 1984         | 1985         | 1986               | 1987         | 1988        | 1989        |
| -- | ----------- | ------------ | ------------ | ------------ | ------------ | ------------ | ------------------ | ------------ | ----------- | ----------- |
| 1  | Nemzetek    | Argentin     | Argentin     | Dél-afrikai  | Dél-afrikai  | Dél-afrikai  | Spanyol            | Japán        | Japán       | Japán       |
| 2  | Spanyol     | Osztrák      | Osztrák      | Francia      | Nemzetek     | Spanyol      | Nemzetek           | Spanyol      | Amerikai    | Ausztrál    |
| 3  | Francia     | Német        | Francia      | Nemzetek     | Spanyol      | Német        | Német              | Német        | Spanyol     | Amerikai    |
| 4  | Jugoszláv   | Nemzetek     | Spanyol      | Német        | Osztrák      | Nemzetek     | Osztrák            | Nemzetek     | "Expo 92"   | Spanyol     |
| 5  | Holland     | Francia      | Nemzetek     | Spanyol      | Német        | Osztrák      | Jugoszláv          | Osztrák      | Nemzetek    | Nemzetek    |
| 6  | Belga       | Spanyol      | Holland      | Osztrák      | Francia      | Jugoszláv    | Holland            | Jugoszláv    | Német       | Német       |
| 7  | Finn        | Jugoszláv    | Belga        | Jugoszláv    | Jugoszláv    | Holland      | Belga              | Holland      | Osztrák     | Osztrák     |
| 8  | Brit        | Holland      | Jugoszláv    | Holland      | Holland      | Belga        | Francia            | Francia      | Holland     | Jugoszláv   |
| 9  | Csehszlovák | Belga        | Brit         | Belga        | Belga        | Francia      | Brit               | Brit         | Belga       | Holland     |
| 10 | Német       | San Marinó-i | Svéd         | Brit         | Brit         | Brit         | Svéd               | Svéd         | Jugoszláv   | Belga       |
| 11 |             | Brit         | Finn         | Svéd         | Svéd         | Svéd         | San Marinó-i       | Csehszlovák  | Francia     | Francia     |
| 12 |             | Finn         | Csehszlovák  | San Marinó-i | San Marinó-i | San Marinó-i | Baden-Württembergi | San Marinó-i | Brit        | Brit        |
| 13 |             | Svéd         | San Marinó-i |              |              |              |                    | Portugál     | Svéd        | Svéd        |
| 14 |             | Csehszlovák  | Német        |              |              |              |                    | Brazil       | Csehszlovák | Csehszlovák |
| 15 |             |              |              |              |              |              |                    | Argentin     | Brazil      | Brazil      |

### 1990—1999
| #  | 1990        | 1991         | 1992        | 1993         | 1994     | 1995     | 1996     | 1997     | 1998     | 1999        |
| -- | ----------- | ------------ | ----------- | ------------ | -------- | -------- | -------- | -------- | -------- | ----------- |
| 1  | Japán       | Japán        | Japán       | Ausztrál     | Ausztrál | Ausztrál | Maláj    | Maláj    | Japán    | Maláj       |
| 2  | Amerikai    | Ausztrál     | Ausztrál    | Maláj        | Maláj    | Maláj    | Indonéz  | Japán    | Maláj    | Japán       |
| 3  | Spanyol     | Amerikai     | Maláj       | Japán        | Japán    | Japán    | Japán    | Spanyol  | Spanyol  | Spanyol     |
| 4  | Nemzetek    | Spanyol      | Spanyol     | Spanyol      | Spanyol  | Spanyol  | Spanyol  | Olasz    | Olasz    | Francia     |
| 5  | Német       | Olasz        | Olasz       | Osztrák      | Osztrák  | Német    | Olasz    | Osztrák  | Francia  | Olasz       |
| 6  | Osztrák     | Német        | Európai     | Német        | Német    | Olasz    | Francia  | Francia  | Madridi  | Katalán     |
| 7  | Jugoszláv   | Osztrák      | Német       | Holland      | Holland  | Holland  | Holland  | Holland  | Holland  | Holland     |
| 8  | Holland     | Európai      | Holland     | Európai      | Olasz    | Francia  | Német    | Imolai   | Brit     | Brit        |
| 9  | Belga       | Holland      | Magyar      | San Marinó-i | Francia  | Brit     | Brit     | Német    | Német    | Német       |
| 10 | Francia     | Francia      | Francia     | Brit         | Brit     | Cseh     | Osztrák  | Brazil   | Cseh     | Cseh        |
| 11 | Brit        | Brit         | Brit        | Cseh         | Cseh     | Brazil   | Cseh     | Brit     | Imolai   | Imolai      |
| 12 | Svéd        | San Marinó-i | Brazil      | Olasz        | Amerikai | Argentin | Imolai   | Cseh     | Katalán  | Valenciai   |
| 13 | Csehszlovák | Csehszlovák  | Dél-afrikai | Amerikai     | Argentin | Európai  | Katalán  | Katalán  | Ausztrál | Ausztrál    |
| 14 | Magyar      | Le Mans-i    |             | FIM          | Európai  |          | Brazil   | Indonéz  | Argentin | Dél-afrikai |
| 15 | Ausztrál    | Maláj        |             |              |          |          | Ausztrál | Ausztrál |          | Brazil      |
| 16 |             |              |             |              |          |          |          |          |          | Argentin    |

### 2000—2009
| #  | 2000           | 2001           | 2002           | 2003           | 2004        | 2005      | 2006      | 2007         | 2008          | 2009          |
| -- | -------------- | -------------- | -------------- | -------------- | ----------- | --------- | --------- | ------------ | ------------- | ------------- |
| 1  | Dél-afrikai    | Japán          | Japán          | Japán          | Dél-afrikai | Spanyol   | Spanyol   | Katari       | Katari        | Katari        |
| 2  | Maláj          | Dél-afrikai    | Dél-afrikai    | Dél-afrikai    | Spanyol     | Portugál  | Katari    | Spanyol      | Spanyol       | Japán         |
| 3  | Japán          | Spanyol        | Spanyol        | Spanyol        | Francia     | Kínai     | Török     | Kínai        | Portugál      | Spanyol       |
| 4  | Spanyol        | Francia        | Francia        | Francia        | Olasz       | Francia   | Kínai     | Török        | Kínai         | Francia       |
| 5  | Francia        | Olasz          | Olasz          | Olasz          | Katalán     | Olasz     | Francia   | Francia      | Francia       | Olasz         |
| 6  | Olasz          | Katalán        | Katalán        | Katalán        | Holland     | Katalán   | Olasz     | Olasz        | Olasz         | Katalán       |
| 7  | Katalán        | Holland        | Holland        | Holland        | Brazil      | Holland   | Katalán   | Katalán      | Katalán       | Holland       |
| 8  | Holland        | Brit           | Brit           | Brit           | Német       | Amerikai  | Holland   | Brit         | Brit          | Amerikai      |
| 9  | Brit           | Német          | Német          | Német          | Brit        | Brit      | Brit      | Holland      | Holland       | Német         |
| 10 | Német          | Cseh           | Cseh           | Cseh           | Cseh        | Német     | Német     | Német        | Német         | Brit          |
| 11 | Cseh           | Portugál       | Portugál       | Portugál       | Portugál    | Cseh      | Amerikai  | Amerikai     | Amerikai      | Cseh          |
| 12 | Portugál       | Valenciai      | Brazil         | Brazil         | Japán       | Japán     | Cseh      | Cseh         | Cseh          | Indianapolisi |
| 13 | Valenciai      | Csendes-óceáni | Csendes-óceáni | Csendes-óceáni | Katari      | Maláj     | Maláj     | San Marinó-i | San Marinó-i  | San Marinó-i  |
| 14 | Brazil         | Ausztrál       | Maláj          | Maláj          | Maláj       | Katari    | Ausztrál  | Japán        | Indianapolisi | Portugál      |
| 15 | Csendes-óceáni | Maláj          | Ausztrál       | Ausztrál       | Ausztrál    | Ausztrál  | Japán     | Ausztrál     | Japán         | Ausztrál      |
| 16 | Ausztrál       | Brazil         | Valenciai      | Valenciai      | Valenciai   | Török     | Portugál  | Maláj        | Ausztrál      | Maláj         |
| 17 |                |                |                |                |             | Valenciai | Valenciai | Portugál     | Maláj         | Valenciai     |
| 18 |                |                |                |                |             |           |           | Valenciai    | Valenciai     |               |

### 2010—2017
| #  | 2010          | 2011          | 2012          | 2013          | 2014          | 2015          | 2016         | 2017         |
| -- | ------------- | ------------- | ------------- | ------------- | ------------- | ------------- | ------------ | ------------ |
| 1  | Katari        | Katari        | Katari        | Katari        | Katari        | Katari        | Katari       | Katari       |
| 2  | Spanyol       | Spanyol       | Spanyol       | Amerika       | Amerika       | Amerika       | Argentin     | Argentin     |
| 3  | Francia       | Japán         | Portugál      | Spanyol       | Argentin      | Argentin      | Amerika      | Amerika      |
| 4  | Olasz         | Portugál      | Francia       | Francia       | Spanyol       | Spanyol       | Spanyol      | Spanyol      |
| 5  | Brit          | Francia       | Katalán       | Olasz         | Francia       | Francia       | Francia      | Francia      |
| 6  | Holland       | Katalán       | Brit          | Katalán       | Olasz         | Olasz         | Olasz        | Olasz        |
| 7  | Katalán       | Brit          | Holland       | Holland       | Katalán       | Katalán       | Katalán      | Katalán      |
| 8  | Német         | Holland       | Német         | Német         | Holland       | Holland       | Holland      | Holland      |
| 9  | Amerikai      | Olasz         | Olasz         | Amerikai      | Német         | Német         | Német        | Német        |
| 10 | Cseh          | Német         | Amerikai      | Indianapolisi | Indianapolisi | Indianapolisi | Osztrák      | Cseh         |
| 11 | Indianapolisi | Amerikai      | Indianapolisi | Cseh          | Cseh          | Cseh          | Cseh         | Osztrák      |
| 12 | San Marinó-i  | Cseh          | Cseh          | Brit          | Brit          | Brit          | Brit         | Brit         |
| 13 | Aragóniai     | Indianapolisi | San Marinó-i  | San Marinó-i  | San Marinó-i  | San Marinó-i  | San Marinó-i | San Marinó-i |
| 14 | Japán         | San Marinó-i  | Aragóniai     | Aragóniai     | Aragóniai     | Aragóniai     | Aragóniai    | Aragóniai    |
| 15 | Maláj         | Aragóniai     | Japán         | Maláj         | Japán         | Japán         | Japán        | Japán        |
| 16 | Ausztrál      | Ausztrál      | Maláj         | Ausztrál      | Ausztrál      | Ausztrál      | Ausztrál     | Ausztrál     |
| 17 | Portugál      | Maláj         | Ausztrál      | Japán         | Maláj         | Maláj         | Maláj        | Maláj        |
| 18 | Valenciai     | Valenciai     | Valenciai     | Valenciai     | Valenciai     | Valenciai     | Valenciai    | Valenciai    |